# Ringgit malaysiano
Il ringgit è la valuta della Malaysia. È diviso in 100 sen (cent). Il codice ISO 4217 è MYR (Malaysian Ringgit).

## Etimologia
La parola ringgit significa "zigrinato" in malese e fu inizialmente usata per indicare il bordo del dollaro spagnolo d'argento che circolava diffusamente nell'area. Anche il dollaro di Singapore ed il dollaro del Brunei sono chiamati ringgit in malese (invece le valute come il dollaro statunitense ed il dollaro australiano sono chiamati dolar) e da ciò deriva l'abbreviazione ufficiale di RM per Ringgit Malaysia.
I nomi malesi di ringgit e sen sono stati adottati ufficialmente come unici nomi nell'agosto 1975. In precedenza erano usati ufficialmente dollaro e cents in inglese e ringgit e sen in malese ed in alcune parti del paese quest'uso continua. Per esempio, in Malaysia un ringgit è "one dollar" in inglese e "tsit8-kåu·1" (一塊/一块) in lingua teochew. Negli stati settentrionali della Malesia Peninsulare, i valori da 10 sen sono chiamati kupang in malese e ("poat8" in Hokkien): ad esempio 50 sen è 5 kupang.

## Storia
Il 12 giugno 1967 il dollaro malese sostituì il dollaro della Malaya e del Borneo britannico alla pari. Il dollaro malese fu emesso dalla nuova banca centrale, la Bank Negara Malaysia. Nel novembre del 1967 la sterlina britannica fu svalutata dello 14,3%. La nuova valuta non subì questa svalutazione, ma le precedenti banconote del dollaro della Malaya e del Borneo britannico erano ancora legate alla sterlina con un cambio di 60 dollari = 7 sterline e di conseguenza il valore di queste banconote fu ridotto di 85 sen per dollaro.
Fino al 23 giugno 1973, il dollaro malese era cambiabile alla pari con il dollaro di Singapore ed il dollaro del Brunei. La Monetary Authority of Singapore ed il Brunei Currency and Monetary Board ancora mantengono la intercambiabilità delle due valute.
L'uso del simbolo di dollaro "$" (o "M$") non fu sostituito da "RM" (Ringgit Malaysia) fino agli anni 1990, anche se internazionalmente "MYR" (MY per Malaysia) è più usato.

## Monete
| Prima serie Bank Negara Malaysia Money Museum & Art Centre   | Prima serie Bank Negara Malaysia Money Museum & Art Centre | Prima serie Bank Negara Malaysia Money Museum & Art Centre | Prima serie Bank Negara Malaysia Money Museum & Art Centre | Prima serie Bank Negara Malaysia Money Museum & Art Centre        | Prima serie Bank Negara Malaysia Money Museum & Art Centre | Prima serie Bank Negara Malaysia Money Museum & Art Centre | Prima serie Bank Negara Malaysia Money Museum & Art Centre |
| Valore                                                       | Parametri tecnici                                          | Parametri tecnici                                          | Descrizione                                                | Descrizione                                                       | Descrizione                                                | Data di                                                    | Data di                                                    |
| Valore                                                       | Diametro                                                   | Composizione                                               | Bordo                                                      | Dritto                                                            | Rovescio                                                   | prima coniazione                                           | emissione                                                  |
| ------------------------------------------------------------ | ---------------------------------------------------------- | ---------------------------------------------------------- | ---------------------------------------------------------- | ----------------------------------------------------------------- | ---------------------------------------------------------- | ---------------------------------------------------------- | ---------------------------------------------------------- |
| 1 sen                                                        | 18 mm                                                      | Bronzo                                                     | liscio                                                     | Sede del parlamento malese, stella a 13 punte e crescente rivolto | Nome dello stato, valore, anno                             | 1967                                                       | 12 giugno 1967                                             |
| 1 sen                                                        | 18 mm                                                      | acciaio ricoperto di rame                                  | liscio                                                     | Sede del parlamento malese, stella a 13 punte e crescente rivolto | Nome dello stato, valore, anno                             | 1973                                                       | ?                                                          |
| 5 sen                                                        | 16 mm                                                      | Cupronickel                                                | Zigrinato                                                  | Sede del parlamento malese, stella a 13 punte e crescente rivolto | Nome dello stato, valore, anno                             | 1967                                                       | 12 giugno 1967                                             |
| 10 sen                                                       | 19 mm                                                      | Cupronickel                                                | Zigrinato                                                  | Sede del parlamento malese, stella a 13 punte e crescente rivolto | Nome dello stato, valore, anno                             | 1967                                                       | 12 giugno 1967                                             |
| 20 sen                                                       | 23 mm                                                      | Cupronickel                                                | Zigrinato                                                  | Sede del parlamento malese, stella a 13 punte e crescente rivolto | Nome dello stato, valore, anno                             | 1967                                                       | 12 giugno 1967                                             |
| 50 sen                                                       | 28 mm                                                      | Cupronickel                                                | Zigrinato                                                  | Sede del parlamento malese, stella a 13 punte e crescente rivolto | Nome dello stato, valore, anno                             | 1967                                                       | 12 giugno 1967                                             |
| 50 sen                                                       | 28 mm                                                      | Cupronickel                                                | Testo                                                      | Sede del parlamento malese, stella a 13 punte e crescente rivolto | Nome dello stato, valore, anno                             | 1971                                                       | ?                                                          |
| $1                                                           | 33 mm                                                      | Cupronickel                                                | Testo "BANK NEGARA MALAYSIA"                               | Sede del parlamento malese, stella a 14 punte e crescente rivolto | Nome dello stato, valore, anno                             | 1971                                                       | 1º maggio 1971                                             |
| Seconda serie Bank Negara Malaysia Money Museum & Art Centre |                                                            |                                                            |                                                            |                                                                   |                                                            |                                                            |                                                            |
| Per altre informazioni vedi tavole monete.                   |                                                            |                                                            |                                                            |                                                                   |                                                            |                                                            |                                                            |

Il 7 dicembre 2005 la moneta da RM1 è stata demonetizzata e ritirata dalla circolazione. Ciò fu in parte dovuto ai problemi di standardizzazione (furono coniate due differenti versioni della moneta) e falsificazione.
Sono state anche emesse tre monete in oro, il "Kijang Emas" (il kijang, una specie di cervo è il logo ufficiale della Bank Negara Malaysia) con il valore facciale di RM 50, RM 100 e RM 200. Sono state distribuite il 17 luglio 2001 dalla Bank Negara Malaysia e coniate dalla Royal Mint of Malaysia. Il prezzo d'acquisto e di rivendita dello Kijang Emas è determinato dall'andamento internazionale del prezzo dell'oro.
Dal 1º aprile 2008 la moneta da 1 sen non è più in uso. I prezzi sono arrotondati ai 5 sen.

## Banconote
La Bank Negara Malaysia emise per la prima volta banconote del dollaro malese nel giugno 1967 con i tagli da $1, $5, $10, $50 e $100. Il taglio da $1000 fu emesso la prima volta nel 1968. Le banconote malesi hanno sempre avuto l'immagine di Tuanku Abdul Rahman, il primo Yang di-Pertuan Agong della Malesia.
I bancomat normalmente distribuiscono le banconote da RM50, o più raramente le banconote da RM10 assieme a quelle da RM50.
Le banconote malesi hanno per molto tempo seguito un codice dei colori che deriva dal tempo coloniale. Nei tagli di minor valore questo schema è stato seguito da Singapore e dal Brunei e quando la Bank Negara ha inizialmente introdotto la banconota da RM2, questa copiava il lilla di quella da $2 di Singapore.
- RM1 - blu
- RM2 - lilla
- RM5 - verde
- RM10 - rosso
- RM20 - marrone/bianco (non più in circolazione)
- RM50 - blu/grigio
- RM100 - violetto
- RM500 - arancione (non più in circolazione)
- RM1000 - blu/verde (non più in circolazione)

### Prima serie
Il fronte mostra Abdul Rahman di Negeri Sembilan ed il verso mostra il tradizionale disegno del Kijang Emas.
| Prima serie                                                            | Prima serie  | Prima serie | Prima serie | Prima serie       | Prima serie                     | Prima serie                  | Prima serie       |
| Immagine                                                               | Immagine     | Valore      | Dimensioni  | Colore principale | Descrizione                     | Descrizione                  | Data di emissione |
| Fronte                                                                 | Verso        | Valore      | Dimensioni  | Colore principale | Fronte                          | Verso                        | Data di emissione |
| ---------------------------------------------------------------------- | ------------ | ----------- | ----------- | ----------------- | ------------------------------- | ---------------------------- | ----------------- |
| 1 ringgit                                                              | 1 ringgit    | $1          |             | Blu               | Abdul Rahman di Negeri Sembilan | Logo della BNM (Kijang Emas) | 1967              |
| 5 ringgit                                                              | 5 ringgit    | $5          |             | Verde             | Abdul Rahman di Negeri Sembilan | Logo della BNM (Kijang Emas) | 1967              |
| 10 ringgit                                                             | 10 ringgit   | $10         |             | Rosso             | Abdul Rahman di Negeri Sembilan | Logo della BNM (Kijang Emas) | 1967              |
| 50 ringgit                                                             | 50 ringgit   | $50         |             | Blu/grigio        | Abdul Rahman di Negeri Sembilan | Logo della BNM (Kijang Emas) | 1967              |
| 100 ringgit                                                            | 100 ringgit  | $100        |             | Violetto          | Abdul Rahman di Negeri Sembilan | Logo della BNM (Kijang Emas) | 1967              |
| 1000 ringgit                                                           | 1000 ringgit | $1000       |             | Viola/verde       | Abdul Rahman di Negeri Sembilan | Sede del parlamento          | 1983              |
| Per altre informazioni vedi tabella con le specifiche delle banconote. |              |             |             |                   |                                 |                              |                   |

### Seconda serie
La seconda serie fu emessa nel 1982–1984 con la rappresentazione di elementi della cultura malese; i tagli erano da $1, $5, $10, $20, $50, $100, $500 e $1000. La banconota da $20 era generalmente poco comune. Banconote della seconda serie si incontrano ancora occasionalmente.
Il contrassegno per ipovedenti posto nell'angolo in alto a sinistra è stato eliminato nella seconda revisione nel 1986.
Nel 1999 le banconote da RM500 e RM1000 uscirono di produzione e non ebbero più corso legale. Ciò a causa della crisi monetaria asiatica del 1997 quando enormi somme di ringgit furono esportate con questi tagli per essere commerciate. Come effetto queste banconote furono messe fuori corso e la quantità di ringgit esportabile fu limitata a RM1000.
Nel 1993 la banconota da $1 uscì di produzione e fu sostituita dalla moneta da $1.
| Seconda serie (a)                                                      | Seconda serie (a) | Seconda serie (a) | Seconda serie (a) | Seconda serie (a) | Seconda serie (a)   | Seconda serie (a)                              | Seconda serie (a) | Seconda serie (a)         |
| Immagine                                                               | Immagine          | Valore            | Dimensioni        | Colore principale | Descrizione         | Descrizione                                    | Data di emissione | Note                      |
| Fronte                                                                 | Verso             | Valore            | Dimensioni        | Colore principale | Fronte              | Verso                                          | Data di emissione | Note                      |
| ---------------------------------------------------------------------- | ----------------- | ----------------- | ----------------- | ----------------- | ------------------- | ---------------------------------------------- | ----------------- | ------------------------- |
|                                                                        |                   | $1                |                   | Blu               | Tuanku Abdul Rahman | Il Tugu Negara (Monumento nazionale)           | 1982              | con segno per ipovedenti. |
|                                                                        |                   | $5                |                   | Verde             | Tuanku Abdul Rahman | Palazzo reale a Kuala Lumpur                   | 1981              | con segno per ipovedenti. |
|                                                                        |                   | $10               |                   | Rosso             | Tuanku Abdul Rahman | Vecchia stazione ferroviaria di Kuala Lumpur   | 1983              | con segno per ipovedenti. |
|                                                                        |                   | $20               |                   | Marrone/bianco    | Tuanku Abdul Rahman | Sede della Bank Negara Malaysia a Kuala Lumpur | 1982              | con segno per ipovedenti. |
|                                                                        |                   | $50               |                   | Blu/grigio        | Tuanku Abdul Rahman | Museo nazionale a Kuala Lumpur                 | 1983              | con segno per ipovedenti. |
|                                                                        |                   | $100              |                   | Violetto          | Tuanku Abdul Rahman | Moschea nazionale a Kuala Lumpur               | 1983              | con segno per ipovedenti. |
|                                                                        |                   | $500              |                   | Arancione         | Tuanku Abdul Rahman | High Court building                            | 1982              | con segno per ipovedenti. |
|                                                                        |                   | $1000             |                   | Blu/verde         | Tuanku Abdul Rahman | Sede del Parlamento malese                     | 1983              | con segno per ipovedenti. |
| Per altre informazioni vedi tabella con le specifiche delle banconote. |                   |                   |                   |                   |                     |                                                |                   |                           |

#### Seconda revisione
| Seconda serie (b)                                                      | Seconda serie (b) | Seconda serie (b) | Seconda serie (b) | Seconda serie (b) | Seconda serie (b)   | Seconda serie (b)                              | Seconda serie (b) | Seconda serie (b) |
| Immagine                                                               | Immagine          | Valore            | Dimensioni        | Colore principale | Descrizione         | Descrizione                                    | Data di emissione | Note              |
| Fronte                                                                 | Verso             | Valore            | Dimensioni        | Colore principale | Fronte              | Verso                                          | Data di emissione | Note              |
| ---------------------------------------------------------------------- | ----------------- | ----------------- | ----------------- | ----------------- | ------------------- | ---------------------------------------------- | ----------------- | ----------------- |
|                                                                        |                   | $1                |                   | Blu               | Tuanku Abdul Rahman | Il Tugu Negara (Monumento nazionale)           | 1986              |                   |
|                                                                        |                   | $5                |                   | Verde             | Tuanku Abdul Rahman | Palazzo reale a Kuala Lumpur                   | 1986              |                   |
|                                                                        |                   | $10               |                   | Rosso             | Tuanku Abdul Rahman | Vecchia stazione ferroviaria di Kuala Lumpur   | 1986              |                   |
|                                                                        |                   | $20               |                   | Marrone/bianco    | Tuanku Abdul Rahman | Sede della Bank Negara Malaysia a Kuala Lumpur | 1986              |                   |
|                                                                        |                   | $50               |                   | Blu/grigio        | Tuanku Abdul Rahman | Museo nazionale a Kuala Lumpur                 | 1986              |                   |
|                                                                        |                   | $100              |                   | Violetto          | Tuanku Abdul Rahman | Moschea nazionale a Kuala Lumpur               | 1986              |                   |
|                                                                        |                   | $500              |                   | Arancione         | Tuanku Abdul Rahman | Sultan Abdul Samad Building                    | 1986              |                   |
|                                                                        |                   | $1000             |                   | Blu/verde         | Tuanku Abdul Rahman | Sede del Parlamento malese                     | 1986              |                   |
| Per altre informazioni vedi tabella con le specifiche delle banconote. |                   |                   |                   |                   |                     |                                                |                   |                   |

### Terza serie
La terza serie, attuale, è stata emessa con lo spirito del Wawasan 2020 nel 1996–1999 con i tagli da RM2, RM5, RM10, RM50 e RM100. Le due banconote di maggior valore, RM50 e RM100, hanno un'addizionale striscia fatta da un ologramma per scoraggiare i contraffattori.
Nel 2004 la Bank Negara ha emesso una nuova banconota da RM10 con ulteriori misure di sicurezza, compresa una striscia olografica che prima si trovava nei biglietti da RM50 e RM100. È stata anche emessa una nuova banconota da RM5 in polimeri caratterizzata da una finestra trasparente. Entrambe le banconote sono quasi identiche al disegno originale della terza serie. Secondo la Bank Negara tutte le banconote verranno sostituite da biglietti in polimeri.
Nel 2000 è stata reintrodotta la banconota da RM1, sostituendo quella da RM2, che è rimasta in corso, e nel 2006 la moneta da RM1.
| Terza serie Archiviato il 9 marzo 2009 in Internet Archive. | Terza serie Archiviato il 9 marzo 2009 in Internet Archive. | Terza serie Archiviato il 9 marzo 2009 in Internet Archive. | Terza serie Archiviato il 9 marzo 2009 in Internet Archive. | Terza serie Archiviato il 9 marzo 2009 in Internet Archive. | Terza serie Archiviato il 9 marzo 2009 in Internet Archive. | Terza serie Archiviato il 9 marzo 2009 in Internet Archive.                 | Terza serie Archiviato il 9 marzo 2009 in Internet Archive. | Terza serie Archiviato il 9 marzo 2009 in Internet Archive. | Terza serie Archiviato il 9 marzo 2009 in Internet Archive. |
| Immagine | Immagine                                                    | Valore                                                      | Dimensioni                                                  | Colore principale                                           | Descrizione                                                 | Descrizione                                                                 | Data di emissione                                           | Status                                                      | Note                                                        |
| Fronte | Verso                                                       | Valore                                                      | Dimensioni                                                  | Colore principale                                           | Fronte                                                      | Verso                                                                       | Data di emissione                                           | Status                                                      | Note                                                        |
| --- | ----------------------------------------------------------- | ----------------------------------------------------------- | ----------------------------------------------------------- | ----------------------------------------------------------- | ----------------------------------------------------------- | --------------------------------------------------------------------------- | ----------------------------------------------------------- | ----------------------------------------------------------- | ----------------------------------------------------------- |
| | 1 ringgit                                                   | RM1                                                         | 120 × 65 mm                                                 | Blu                                                         | Tuanku Abdul Rahman                                         | Turismo, Monte Kinabalu, Monte Mulu e "Wau Bulan" aquilone "Wau Bulan"      | 2000                                                        | Circolazione                                                |                                                             |
| |                                                             | RM2                                                         | 130 × 65 mm                                                 | Lilla                                                       | Tuanku Abdul Rahman                                         | Telecomunicazioni, Torre Menara Kuala Lumpur e satellite MEASAT             | 1996                                                        | Ritirata                                                    |                                                             |
| 5 ringgit | 5 ringgit                                                   | RM5                                                         | 135 × 65 mm                                                 | Verde                                                       | Tuanku Abdul Rahman                                         | Multimedia Super Corridor, KLIA e Torri Petronas                            | 1999                                                        | ritirata                                                    | carta                                                       |
| 5 ringgit | 5 ringgit                                                   | RM5                                                         | 135 × 65 mm                                                 | Verde                                                       | Tuanku Abdul Rahman                                         | Multimedia Super Corridor, KLIA e Torri Petronas                            | 26 ottobre 2004                                             | Circolazione                                                | polimeri (polipropilene)                                    |
| 10 ringgit | 10 ringgit                                                  | RM10                                                        | 140 × 65 mm                                                 | Rosso                                                       | Tuanku Abdul Rahman                                         | Trasporti, treno Putra LRT, aereo della Malaysia Airlines e nave della MISC | 1998                                                        | ritirata                                                    | senza striscia olografica                                   |
| 10 ringgit | 10 ringgit                                                  | RM10                                                        | 140 × 65 mm                                                 | Rosso                                                       | Tuanku Abdul Rahman                                         | Trasporti, treno Putra LRT, aereo della Malaysia Airlines e nave della MISC | 2004                                                        | Circolazione                                                | con striscia olografica                                     |
| 50 ringgit | 50 ringgit                                                  | RM50                                                        | 145 × 69 mm                                                 | Blu/grigio                                                  | Tuanku Abdul Rahman                                         | Estrazione, piattaforma petrolifera Petronas                                | 1998                                                        | Circolazione                                                |                                                             |
| | 100 ringgit                                                 | RM100                                                       | 150 × 69 mm                                                 | Violetto                                                    | Tuanku Abdul Rahman                                         | Industria pesante, linea di produzione della automobile e motore Proton     | 1998                                                        | Circolazione                                                |                                                             |
| Queste immagini sono scalate a 0,7 pixel per millimetro, uno standard di Wikipedia per le banconote mondiali. Per altre informazioni vedi tabella con le specifiche delle banconote. |                                                             |                                                             |                                                             |                                                             |                                                             |                                                                             |                                                             |                                                             |                                                             |

### Commemorativa
Per commemorare i Commonwealth Games del 1998, svoltisi a Kuala Lumpur, è stata emessa una banconota commemorativa da RM50 in polimeri, segnando il primo uso di questa tecnica in Malesia. Questa banconota si trova raramente nell'uso normale, essendo essenzialmente un'emissione per collezionisti.
| Commemorativa | Commemorativa | Commemorativa | Commemorativa | Commemorativa     | Commemorativa                                | Commemorativa                  | Commemorativa     | Commemorativa           |  |
| Immagine | Immagine      | Valore        | Dimensioni    | Colore principale | Descrizione                                  | Descrizione                    | Data di emissione | Note                    |  |
| Dritto | Rovescio      | Valore        | Dimensioni    | Colore principale | Dritto                                       | Rovescio                       | Data di emissione | Note                    |  |
| --- | ------------- | ------------- | ------------- | ----------------- | -------------------------------------------- | ------------------------------ | ----------------- | ----------------------- |  |
| 50 ringgit | 50 ringgit    | RM50          | 152 × 76 mm   | Giallo e verde    | Tuanku Abdul Rahman, skyline di Kuala Lumpur | Complesso sportivo Bukit Jalil | 1998              | polimero(Polipropilene) |  |
| Queste immagini sono scalate a 0,7 pixel per millimetro, uno standard di Wikipedia per le banconote mondiali. Per altre informazioni vedi tabella con le specifiche delle banconote. |               |               |               |                   |                                              |                                |                   |                         |  |

### Quarta serie
La banca nazionale ha emesso una nuova banconota da RM50, la prima della quarta serie. Il 26 dicembre 2007 la Banca ha distribuito 20.000 confezioni con un allestimento speciale. Secondo la banca dal 30 gennaio la nuova banconota dovrebbe essere disponibile nella circolazione generale.
Il nuovo disegno della banconota da RM50 mantiene il colore predominante verde-blu. Nel fronte della banconota il ritratto, stampato con la tecnica dell'intaglio, del primo Seri Paduka Baginda Yang di-Pertuan Agong, Tuanku Abdul Rahman ibni Tuanku Muhammad è mantenuto sulla destra del fronte ed il fiore nazionale, l'ibisco, si trova al centro.
Agli angoli si trovano ornamenti e motivi tradizionali che riflettono i tessuti e la tappezzeria malese.
Al verso è rappresentato il primo Prime Minister della Malesia, Tunku Abdul Rahman Putra Al-Haj alla dichiarazione d'indipendenza della Malesi ed il logo del 50º anniversario.
La banconota reca moderne misure anticontraffazione.

## Tassi di cambio
Tra il 1995 ed il 1997 il ringgit era commerciato come valuta libera di oscillare ad un cambio di circa 2,5 MYR per USD, prima di cadere sotto i 3,8 per dollaro alla fine del 1997, in seguito alla crisi finanziaria asiatica del 1997. La prima metà del 1998 la valuta oscillò tra i 3,8 ed i 4,4 per dollaro, prima che il primo ministro della Malaysia, Mahathir Mohamad, agganciasse il ringgit al dollaro statunitense nel settembre 1998, mantenendo il valore di RM 3,8 per dollaro per quasi sette anni. Il ringgit perse 50% del suo valore tra il 1997 ed il 1998.
Il 21 luglio 2005 la Bank Negara annunciò la fine del tasso fisso con il dollaro statunitense immediatamente dopo l'annuncio della Cina della fine del rapporto fisso del renminbi con la moneta degli Stati Uniti.
Secondo la Bank Negara la Malesia permette al ringgit di agire come valuta libera di oscillare rispetto alle maggiori valute. In conseguenza il ringgit è cresciuto anche se la Bank Negara è dovuta intervenire più volte sui mercati finanziari per mantenere la stabilità della valuta.
Dopo la fine del tasso fisso il ringgit si è apprezzato fino a 3,34 rispetto al dollaro dalla metà del 2005. Il ringgit si è anche apprezzato rispetto dollaro di Hong Kong (HKD) (passato da 0,49 a 0,42 al MYR) ed al renminbi (CNY) (passato da 0,46 a 0,45 al MYR), anche se il suo valore rispetto al renminbi è ancora molto variabile.
Tuttavia seguendo il trend a ribasso del valore del dollaro statunitense il ringgit ha perso valore rispetto ad altre valute tra il dicembre 2001 ed il gennaio 2008, inclusi il dollaro di Singapore (SGD) (passato da 2,07 a 2,29 al MYR), all'euro (EUR) (passato da 3,40 a 4,83 al MYR), al dollaro australiano (AUD) (da 1,98 a 2,90 al MYR) e alla sterlina britannica (GBP) (da 5,42 a 6,49 al MYR) secondo le quotazioni del 3 gennaio 2008.